# 원숭이게상과
원숭이게상과(Goneplacoidea)는 십각목에 속하는 게 상과의 하나이다. 현존하는 11개 과와 화석으로 알려진 2개의 멸종한 과("†"로 표시)로 이루어져 있다.

## 분류
- Acidopsidae
- † Carinocarcinoididae
- Chasmocarcinidae
- Conleyidae
- Euryplacidae
- 원숭이게과 (Goneplacidae)
- Litocheiridae
- † Martinocarcinidae
- Mathildellidae
- Progeryonidae
- Scalopidiidae
- Sotoplacidae
- Vultocinidae